# John Howe (puritano)
John Howe (17 de maio de 1630 – 2 de abril de 1705) foi um teólogo presbiteriano puritano inglês. Por um breve período, serviu como capelão no governo republicano do Lorde Protetor Oliver Cromwell.

## Vida
Howe nasceu em Loughborough. Aos cinco anos de idade, Howe mudou-se à Irlanda com seu pai, tendo-se separado de seu pai após determinação de William Laud. Retornou à Inglaterra em 1641 e estabeleceu-se, com seu pai, em Lancaster.
Ele estudou no Christ's College, da Universidade de Cambridge, e no Magdalen College, da Universidade de Oxford. Bacharelou-se em 1650 e concluiu seu mestrado em 1652, períodos em que fora bolsista e capelão da faculdade.
Em Cambridge, John Howe ficou sob os cuidados de Ralph Cudworth e Henry More, de quem provavelmente recebeu o tom platônico, que são a marca de seus escritos. Por volta de 1654 foi nomeado curador perpétuo de Great Torrington, no condado de Devon. Neste local, segundo seu próprio depoimento, ocupava-se no púlpito nos dias de jejum das nove às quatro, com intervalo de quinze minutos, durante os quais o povo cantava.
Numa visita a Londres, em 1656, Oliver Cromwell convenceu-o a pregar em Whitehall, com o resultado de que John Howe, tornou-se um dos capelães de Cromwell. Após a retirada de Richard Cromwell, do cargo de Lorde Protetor (O Protetorado), ele retornou à sua antiga paróquia em Torrington .
Com a aprovação do Ato de Uniformidade de 1662, ele deixou sua igreja, mas permaneceu por algum tempo na vizinhança, pregando em casas particulares. Nesse período, ele apresentou-se perante o Bispo de Exeter, seu velho amigo Seth Ward, que em vão instou Howe a ser reordenado.
Em 1666, Howe acatou a Lei das Cinco Milhas, mas com a ressalva: "na medida em que as leis do homem estejam de acordo com a Palavra de Deus". Em 1671 tornou-se capelão de Lord Massereene, do Castelo de Antrim, na Irlanda. Fora o precursor da organização presbiteriana na Irlanda.
No ano de 1676, retornou a Londres como sucessor de Lazarus Seaman no Haberdashers' Hall. Em 1686 instalou-se em Utrecht.
Quando o rei Jaime II emitiu sua declaração pela liberdade de consciência, em 1687, Howe retornou ao seu antigo cargo em Londres. Desde então até a sua morte, ele teve um interesse ativo nas discussões atuais sobre a predestinação, a Trindade e a conformidade.
Em 1688 chefiou uma delegação de ministros dissidentes num discurso de boas-vindas ao rei Guilherme de Orange. Ele morreu em Londres.

## Escritos principais
- A Bem-Aventurança dos Justos (Londres, 1668)
- Deleitando-se em Deus (1674), (LB Seeley & Son, 1825)
- The Living Temple (2 partes, 1675-1702), seu livro mais conhecido
- As lágrimas do Redentor choraram pelas almas perdidas (1684) [2]
- Obras publicadas com Life por Edmund Calamy (2 vols., 1724) e editadas por J. Hunt (8 vols., 1810–22). Há também uma edição americana (2 vols., Nova York, 1869).